# Tour of Mediterrennean
Il Tour of Mediterrennean è una corsa a tappe di ciclismo su strada che si disputa lungo le coste meridionali della Turchia a marzo. Nata nel 2018, dallo stesso anno fa parte del calendario dell'UCI Europe Tour come gara di classe 2.2.

## Albo d'oro
Aggiornato all'edizione 2018.
| Anno | Vincitore   | Secondo       | Terzo          |
| ---- | ----------- | ------------- | -------------- |
| 2018 | Onur Balkan | Batuhan Özgür | Tymur Maljejev |

### Vittorie per nazione
| Pos | Nazione | Vittorie |
| --- | ------- | -------- |
| 1   | Turchia | 1        |